# Timberlakiella applanatonervus
Timberlakiella applanatonervus är en stekelart som beskrevs av Compere 1936. Timberlakiella applanatonervus ingår i släktet Timberlakiella och familjen växtlussteklar.
Artens utbredningsområde är:
- Filippinerna.
- Thailand.

Inga underarter finns listade i Catalogue of Life.